# Dirk Pohlmann
Dirk Kurt Pohlmann (* 11. August 1959) ist ein deutscher Autor und Regisseur von Dokumentarfilmen. Bis 2016 veröffentlichte er im öffentlich-rechtlichen Rundfunk, seitdem ausschließlich in Alternativmedien, in denen er Verschwörungsideologien verbreitet.

## Leben
Pohlmann studierte Publizistik, Philosophie sowie Rechtswissenschaft an der Johannes Gutenberg-Universität in Mainz. Er erwarb anschließend eine Berufspilotenlizenz und war Geschäftsführer der CargoLifter World, die 2002 mit der Konzernmutter Cargolifter in Insolvenz ging.

## Wirken
Pohlmann ist Autor und Regisseur von Dokumentarfilmen. Dazu gehören unter anderem die auf arte erschienenen Dokus Der geheime Luftkrieg der Supermächte (2004), Ufos, Lügen und der Kalte Krieg (2005), Mengeles Erben (2010), Israel und die Bombe (2012) und Täuschung – Die Methode Reagan (2014).
Pohlmann tritt regelmäßig in digitalen Alternativmedien auf. Er gab Kanälen wie den russischen Staatssendern RT Deutsch und Sputnik News wiederholt Interviews. Er veröffentlichte regelmäßig eigene Beiträge bei KenFM. Seit März 2018 moderiert Pohlmann mit Markus Fiedler die Wikipedia-kritische Videoreihe Geschichten aus Wikihausen, die seit April 2019 auf ihrem YouTube-Kanal Wikihausen erscheint. Ein Wikipedia-Nutzer, dessen Klarnamen Pohlmann und Fiedler bekannt gemacht hatten, unterlag 2019 mit seinem Versuch, ihnen das gerichtlich verbieten zu lassen. Mit dem umstrittenen Ufologen Robert Fleischer und dem Journalisten und Blogger Mathias Bröckers moderiert er den Videokanal Das 3. Jahrtausend auf ExoMagazinTV, der Videos über vermeintliche politische Verschwörungen verbreitet.

## Positionen
2018 veröffentlichte Pohlmann in den NachDenkSeiten einen Text, der nach Darstellung der Amadeu Antonio Stiftung der Wikipedia unterstellt, sie werde vom israelischen Auslandsgeheimdienst Mossad kontrolliert, der das Internet mit „pro-israelischen Inhalten überfluten“ und dafür sorgen würde, dass Aktivitäten „anti-israelischer Aktivisten zum Erliegen“ kämen. Wikipedia übe eine absolute Herrschaft aus und habe „ein Machtmonopol aufgebaut, das sich nicht mit der Demokratie vertrage“. Den Nachrichtendiensten des so genannten „US Imperiums“, die mit dem „tiefen Staat“ gleichgesetzt werden, wird unterstellt, sie bestimmten auch in Deutschland die „gleichgeschaltete Berichterstattung der Medien“ für die Interessen des Kapitals gegen die Lebensrealitäten der Bevölkerungen in Europa.
Pohlmann beteiligt sich an dem Youtube-Format Nato-Untersuchungsausschuss, das kurz vor dem russischen Überfall auf die Ukraine 2022 begonnen wurde. Putins Vorgehen im Ukraine-Krieg bezeichnete er im Juli 2022 als „sehr zurückhaltend“. Massaker wie das von Butscha seien „mit 95-prozentiger Wahrscheinlichkeit […] inszenierte Fake-Ereignisse“.
Im Jahre 2020 beklagte er in der Zeitschrift Demokratischer Widerstand, die der Querdenker-Bewegung zugerechnet wird, dass man über die Legitimität und Notwendigkeit der Gesetze und Verordnungen, die deutsche Staatsbehörden aufgrund des Infektionsschutzgesetzes zur Eindämmung der COVID-19-Pandemie in Deutschland erlassen haben, keine abweichenden Meinungen haben dürfe, „bei Strafe der öffentlichen Erniedrigung und Existenzvernichtung durch den Mainstream“. Dies wird von der Germanistin Nina Pilz in die Topoi der Meinungskontrolle und der Diktatur eingeordnet, die für die verschwörungstheoretische Argumentation der Zeitschrift typisch seien.
Anlässlich eines Vortrags beschreibt ihn der Drehbuchautor Rudolf Peter im November 2019 in der ZDFinfo-Reportage Russlanddeutsche – Tradition, Freiheit, Frust als einen „Aktivist[en], der die USA für Kriegstreiber hält“. Pohlmann behaupte, „die westlichen Medien seien nicht neutral, sondern Propagandainstrumente der NATO“. Pohlmann wurde mit folgenden Worten eingespielt: „Die militärische Option ist die Denkweise der Amerikaner, das heißt aus amerikanischer Sicht ist Krieg ein sehr lohnendes Geschäft.“

## Rezeption
Oliver Reinhard beschreibt Pohlmann in der Sächsischen Zeitung 2021 als „[b]esonders versiert in der Selbstdarstellung als Universalexperte von geradezu Goethe‘schem Zuschnitt“. Pohlmann trage in Alternativmedien „eigentlich zu allem irgendein ‚Fach-Wissen‘“ bei: „Nawalny, Nahostkonflikt, Grüne, Olof-Palme-Mord, Wale, Raben ...“
In zwei Tagesspiegel-Artikeln von Sebastian Leber und Jonas Fedders sowie Leber und Julius Geiler aus den Jahren 2022 und 2023 wurde Pohlmann als „Verschwörungsideologe“ bezeichnet. In der Folge Alina Lipp und Putins Krieg. Teil 1 der ZDF-Dokumentarfilmreihe Die Spur bezeichnen ihn die Drehbuchautoren Anna Loll und Thomas Wendrich im September 2023 als „Verschwörungstheoretiker“. Im April 2023 warf Leber Pohlmann vor, sich an einer „Hetzkampagne“ gegen ihn beteiligt zu haben: Mehrere Akteure aus verschiedenen Alternativmedien hätten abgesprochen, gleichzeitig Artikel zu seiner Person zu veröffentlichen. Pohlmann habe gesagt, es bestehe Handlungsbedarf: Der Tagesspiegel sei „zu schleifen“. „Den Scharfschützen“, womit er Leber meinte, müsse man „schnappen“.

## Filmografie
- 1996: Kurklinik Rosenau
- 2000: Heimatfront (Serie, Folge Die Volksgemeinschaft)[20]
- 2000: Soldaten hinter Stacheldraht (Serie, Folge Im Osten)[21]
- 2003: Abschuss über der Sowjetunion – Der geheime Luftkrieg der Supermächte
- 2004: Zeitreisen – Geschichte entdecken (Serie, drei Folgen, auf DVD bei Komplett-Media)[22]
  - Heilige Kriege – Christen gegen Christen[23][24]
  - Heilige Kriege – Im Namen Christi[23]
  - Heilige Kriege – Im Namen Allahs[25][23]
- 2004: Der geheime Luftkrieg der Supermächte
- 2005: Ufos, Lügen und der Kalte Krieg
- 2005: In feindlichen Tiefen – Der geheime U-Boot-Krieg der Supermächte (auch bekannt als Der geheime U-Boot-Krieg der Supermächte – Deutschland)
- 2006: ZDF Expeditionen – Magische Welten (Fernsehreihe, Folge Shangri-La – Spurensuche in Tibet)
- 2006: Hinter den feindlichen Linien – Geheimoperationen im Kalten Krieg
- 2007: Kriegsbeute Mensch – Wie Regierungen ihre Soldaten verraten[26]
- 2007: „Ich wollte nicht mehr aufstehen“: Ursachen und Therapien der Volkskrankheiten des 21. Jahrhunderts – neue Hilfen bei Depression, Ilona Grundmann Filmproduktion
- 2008: Der Zuckercode – Geheimwaffe gegen Krebs und Malaria?
- 2009: Geheimnis Area 51 – MiGs im Sperrgebiet
- 2010: Mengeles Erben – Menschenexperimente im kalten Krieg
- 2011: Tod in der Tiefe – Schlagabtausch der Supermächte[27]
- 2012: Israel und die Bombe – Ein radioaktives Tabu
- 2013: Dienstbereit – Nazis und Faschisten im Dienste der CIA (mit Florian Hartung)[28]
- 2014: Täuschung – Die Methode Reagan
- 2016: Transportgiganten – Das Comeback der Luftschiffe (zusammen mit Cornelia Borrmann und Felix Krüger, in Ozon Unterwegs, rbb, 25. April 2016)[29]
- 2016: Europas größte Marsmission (zusammen mit Cornelia Borrmann)[30]

## Bibliografie
- Jens Wernicke, Dirk Pohlmann (Hrsg.): Die Öko-Katastrophe: Den Planeten zu retten, heißt die herrschenden Eliten zu stürzen. Rubikon, Mainz 2019, ISBN 978-3-96789-000-6.